# Czarnoksiężnik z Krainy Oz
Czarnoksiężnik z Krainy Oz (oryg. The Wonderful Wizard of Oz, później The Wizard of Oz) – powieść dla dzieci autorstwa Lymana Franka Bauma, pierwsza część cyklu o czarodziejskiej krainie Oz. Powieść została wydana w Chicago w 1900 roku. Czarnoksiężnik z Krainy Oz, będąc pierwszym utworem fantasy w amerykańskiej literaturze dziecięcej, stał się istotnym elementem rozwoju tej literatury. Jest też zaliczany do klasyki światowej literatury dla dzieci.

## Treść
Mała Dorota mieszka w Kansas, w domku położonym pośród rozległej, wyschniętej prerii. Dziewczynka jest sierotą, opiekują się nią wuj Henryk i ciocia Emilia. Ich życie wypełnione jest ciężką pracą, a dziewczynka nie ma wielu rozrywek w oddalonym od ludzkich siedzib gospodarstwie. Jej jedynym przyjacielem jest mały, czarny piesek imieniem Toto.
Pewnego dnia nad farmę nadciąga częste w tych okolicach tornado. Cały domek, wraz ze znajdującymi się w nim Dorotą i Totem, zostaje porwany przez trąbę powietrzną. Lot trwa tak długo, że znużona dziewczynka zasypia. Budzi ją wstrząs spowodowany lądowaniem domku. Otwiera drzwi i widzi piękną, zieloną, pełną kwiatów i słońca krainę i podążającą w jej stronę grupkę niewielkich ludzi: trzech ubranych na niebiesko mężczyzn i odzianą w białą szatę staruszkę. Po krótkiej rozmowie okazuje się, że domek wylądował w kraju Manczkinów – akurat na trzymającej ten lud w niewoli Złej Czarownicy ze Wschodu, zabijając ją na miejscu. Ciało wiedźmy na oczach dziewczynki rozsypuje się w proch, pozostają tylko Srebrne Trzewiczki, które czarownica miała na nogach. Ubrana na biało staruszka – Dobra Czarownica z Północy – ofiaruje je dziewczynce wyjaśniając, że muszą mieć one jakąś niezwykłą moc.
Jednak mimo piękna tego miejsca i sympatii, którą okazują Dorocie Manczkinowie, jedyne, czego pragnie dziewczynka, to powrót do domu – niestety, nawet Dobra Czarownica z Północy nie potrafi jej w tym pomóc. Radzi jednak, by Dorota udała się do Szmaragdowego Grodu, do rządzącego całym krajem czarnoksiężnika Oza. Zaprowadzi ją tam droga wybrukowana żółtą kostką. Dobra Czarownica całuje Dorotę na pożegnanie, zostawiając na jej czole błyszczący znak, który będzie ją chronił przed złem, i znika.
Dorocie nie pozostaje nic innego, jak wyruszyć w podróż. Zakłada czystą sukienkę w biało-niebieską kratkę, a zamiast swoich zniszczonych bucików – Srebrne Trzewiczki. Po uzupełnieniu zapasów ruszają z Totem w drogę, wpierw prowadzącą przez krainę Manczkinów, w której wszystko pomalowane jest na niebiesko, ulubiony kolor tego ludu.
W początkach swej wędrówki Dorota spotyka Stracha na Wróble. Strach, mając całe ciało i głowę wypchane słomą, marzy o rozumie. Dowiedziawszy się o celu wyprawy dziewczynki, dołącza do niej w nadziei, że potężny Oz będzie mógł spełnić jego pragnienie. Następną spotkaną osobą jest Blaszany Drwal, który kiedyś był człowiekiem, ale na skutek nieszczęśliwych wypadków tracił kolejne części ciała, zastępowane metalowymi. Jego największym pragnieniem jest serce – pamięta jeszcze, że najszczęśliwszy był wówczas, gdy mógł kochać. Także i on dołącza do Doroty, chcąc prosić Oza o pomoc.
Podróżnicy wchodzą coraz głębiej w ciemny las, oddzielający kraj Manczkinów od środka krainy Oz. Dołącza do nich Tchórzliwy Lew – olbrzymie i silne zwierzę, które nie ma jednak, wedle własnych słów, dostatecznej odwagi i ma nadzieję, że Oz będzie mógł mu ją dać.
Współpraca towarzyszy Doroty pozwala pokonać stające im na drodze przeszkody. Okazuje się przy tym, że najlepsze pomysły ma Strach na Wróble, Tchórzliwy Lew stawia czoła problemom bez cienia lęku, a Blaszany Drwal okazuje współczucie każdej żyjącej istocie. Wszyscy jednak dalej są przekonani, że brak im przymiotów, których tak bardzo pragną.

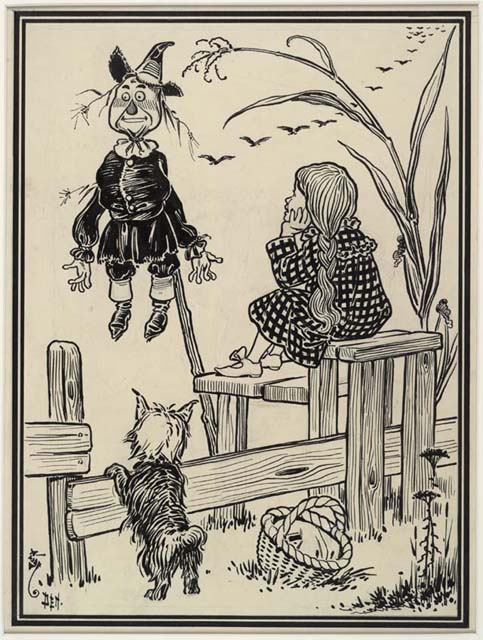
Dorota i Strach na Wróble, ilustracja z pierwszego wydania Czarnoksiężnika...

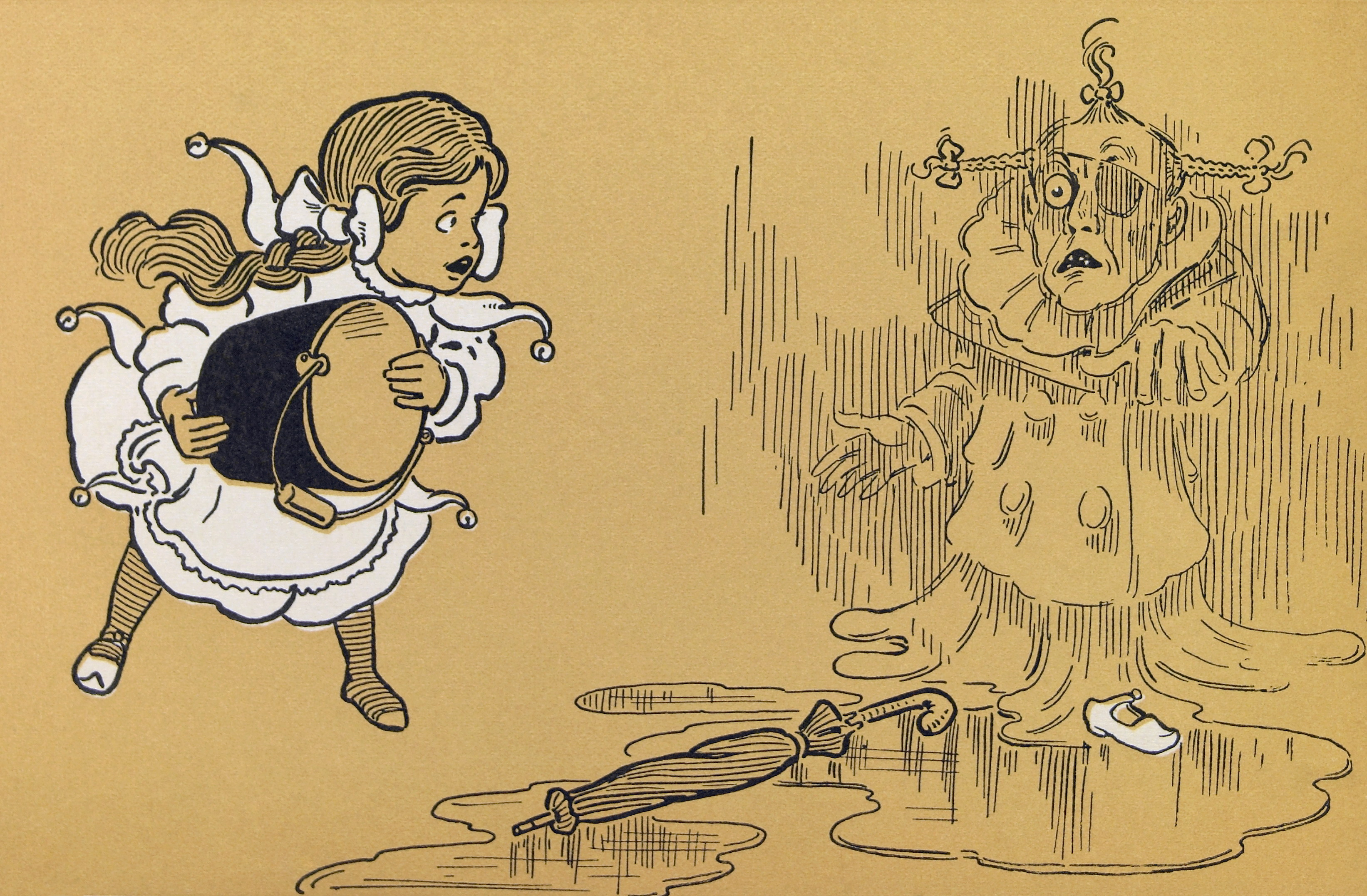
Koniec Złej Czarownicy, ilustracja z pierwszego wydania Czarnoksiężnika...

Grupa podróżników dociera w końcu do Szmaragdowego Grodu. U wrót miasta wita ich Strażnik, zakładając wszystkim zielone okulary, by nie poraził ich blask stolicy krainy Oz. Istotnie, miasto jest wspaniałe, a najdziwniejsze jest to, że wszystko w nim ma zielony kolor: nie tylko przedmioty, ale i ludzie. Po pewnym czasie Dorocie i jej towarzyszom udaje się uzyskać audiencję u potężnego Oza, jednak przyjmuje on ich pojedynczo, każdemu ukazując się w innej postaci: Dorota rozmawia z samą Głową, Strach – z piękną Panią, Drwal – ze straszliwym Potworem, zaś Lew – z Ognistą Kulą. Każde z nich słyszy, że Oz spełni jego życzenie pod jednym warunkiem, którym jest śmierć Złej Czarownicy, rządzącej położonym na zachodzie żółtym krajem Winków.
Dorocie i jej towarzyszom nie pozostaje nic innego, jak znów wyruszyć w drogę, choć nie wyobrażają sobie, jak mogliby stawić czoła potężnej wiedźmie, z którą nie może sobie poradzić sam Oz – Dorotę zaś przeraża myśl, że znowu miałaby spowodować czyjąś śmierć. Zła Czarownica z Zachodu, widząc podróżników z daleka, wysyła przeciw nim swoje sługi: wpierw wilki, później wrony i pszczoły. Jednak dzięki pomysłowości i odwadze przyjaciołom udaje się obronić i zachować życie. Złej Czarownicy nie pozostaje nic innego, jak sięgnąć po swój największy skarb – Złotą Czapkę, której właściciel może wydać trzy polecenia Skrzydlatym Małpom. Wiedźma wykorzystała już dwie możliwości, pozostała jej ostatnia – wzywa więc te potężne i dziwne istoty i rozkazuje zabić podróżników, pozostawiając przy życiu tylko mającego jej służyć Lwa. Małpy rzucają na ostre skały Blaszanego Drwala, rozszarpują Stracha na Wróble i chwytają Lwa, Dorocie jednak nie mogą wyrządzić krzywdy, gdyż chroni ją pocałunek Dobrej Czarownicy. Zanoszą ją więc wraz z Lwem do zamku Złej Czarownicy z Zachodu i odlatują.
Zła Czarownica, także nie mogąc skrzywdzić dziewczynki, zmusza Dorotę do ciężkiej pracy, skrycie zaś wygląda okazji, by zabrać jej obdarzone wielką mocą Srebrne Trzewiczki. W końcu podstępem udaje się odebrać dziewczynce jeden bucik. Rozzłoszczona dziewczynka oblewa wiedźmę wiadrem wody i Czarownica rozpuszcza się w niej, pozostawiając po sobie tylko bezkształtną masę.
Dorota uwalania Lwa i z pomocą Winków, uszczęśliwionych z wyzwolenia ich z władzy wiedźmy, odnajduje pogruchotanego Drwala oraz ubranie Stracha na Wróble. Sprawnym kowalom Winków udaje się naprawić Drwala, a i z ożywieniem Stracha nie ma większego problemu – wystarczy wypchać go świeżą słomą. Winkowie proszą Drwala, by został ich królem, ten jednak przede wszystkim chce wrócić z przyjaciółmi do Szmaragdowego Grodu, by mogli spełnić swoje największe pragnienia. Przed wyruszeniem w drogę Dorota znajduje i zabiera ze sobą Złotą Czapkę, co okazuje się bardzo pomocne – poznawszy jej moc, podróżnicy wzywają Skrzydlate Małpy i zostają wygodnie zaniesieni wprost przed bramę Szmaragdowego Grodu.
Czarnoksiężnik początkowo odwleka rozmowę z nimi, w końcu po kilku dniach przyjmuje ich w swojej sali tronowej. Tym razem objawia się wyłącznie jako Głos. Gdy przyjaciele żądają spełnienia obietnic, usiłuje dalej przeciągnąć  sprawę, a Toto przypadkowo przewraca stojący w kącie parawan. Kryje się za nim niewielki, łysy staruszek – jak się okazuje, sam Oz we własnej osobie. W istocie wcale nie jest potężnym czarodziejem, ale pracującym niegdyś w cyrku sztukmistrzem, brzuchomówcą i specjalistą od balonów. Lecąc niesionym silnym wiatrem balonem, przypadkowo trafił niegdyś do Krainy Oz i został przez jej mieszkańców uznany za wielkiego czarnoksiężnika. Później kazał wybudować Szmaragdowy Gród, a wszystkim w nim przebywającym nosić zielone okulary – to dzięki nim miasto, mające w istocie całkiem naturalne kolory, wydaje się całe zielone, a szkło wydaje się szmaragdem. Sam schował się w pałacu, by nikt nie odkrył, że tak naprawdę jest całkiem zwyczajnym człowiekiem.
Ozowi jest bardzo przykro, że oszukał Dorotę i jej towarzyszy. Obiecuje, że w miarę swoich skromnych możliwości, spełni ich pragnienia. Ponieważ Strach, Drwal i Lew dalej sądzą, że brakuje im tak bardzo pożądanych przez nich przymiotów, Ozowi spełnienie ich życzeń przychodzi z łatwością: głowa Stracha zostaje wypchana otrębami z dużą ilością igieł i szpilek, by wzmóc ostrość jego umysłu, w pierś Drwala Oz wkłada piękne, jedwabne serce, a Lwu daje do wypicia całą miskę odwagi. Te pozorne działania całkowicie satysfakcjonują przyjaciół Doroty. Trudniej jest z powrotem do Kansas. W końcu Oz wpada na pomysł, by opuścić Krainę Oz balonem – sam też chce towarzyszyć dziewczynce, woląc życie w cyrku niż samotność w swoim pałacu. Gdy balon jest już gotowy, Czarnoksiężnik przekazuje rządy Strachowi na Wróble, a sam wsiada do gondoli balonu; niestety, Dorocie, szukającej zaginionego Tota, mimo ponagleń Oza nie udaje się zdążyć na start.
Dorota, straciwszy nadzieję na powrót do domu, jest zrozpaczona. Strach wpada na pomysł wezwania Skrzydlatych Małp, ale te nie mogą przekroczyć okalających Krainę Oz pustyni. Jeden z mieszkańców Szmaragdowego Grodu podsuwa dziewczynce pomysł udania się na południe, do rządzącej ludem Kwadlingów Dobrej Czarownicy Gladioli. Grupa przyjaciół znów wyrusza w drogę.
Po kilku przygodach, wśród których jest pokonanie przez Lwa olbrzymiego pająka i w rezultacie jego koronacja na Króla Zwierząt, podróżnicy docierają do kraju Kwadlingów, których ulubionym kolorem jest czerwony, tak jak Winków żółty, a Manczkinów niebieski. Gladiola, Dobra Czarownica z Południa, młoda, piękna i miła kobieta z radością wita grupę przyjaciół. Okazuje się, że spełnienie marzeń Doroty niemal od samego początku było w zasięgu dziewczynki – noszone przez nią Srebrne Trzewiczki potrafią w mgnieniu oka zanieść ich właściciela w każde miejsce na świecie. Dorocie nie pozostaje nic innego jak pożegnać przyjaciół i wypowiedzieć życzenie. Po chwili stoi w samych skarpetkach – Trzewiczki spadły z jej nóg podczas lotu – przed nowym domem, wybudowanym przez wuja Henryka w miejsce porwanego przez tornado, i widzi wuja i ciotkę krzątających się w obejściu. Znów jest w domu.

## Czarnoksiężnik z Krainy Ozjako alegoria polityczna

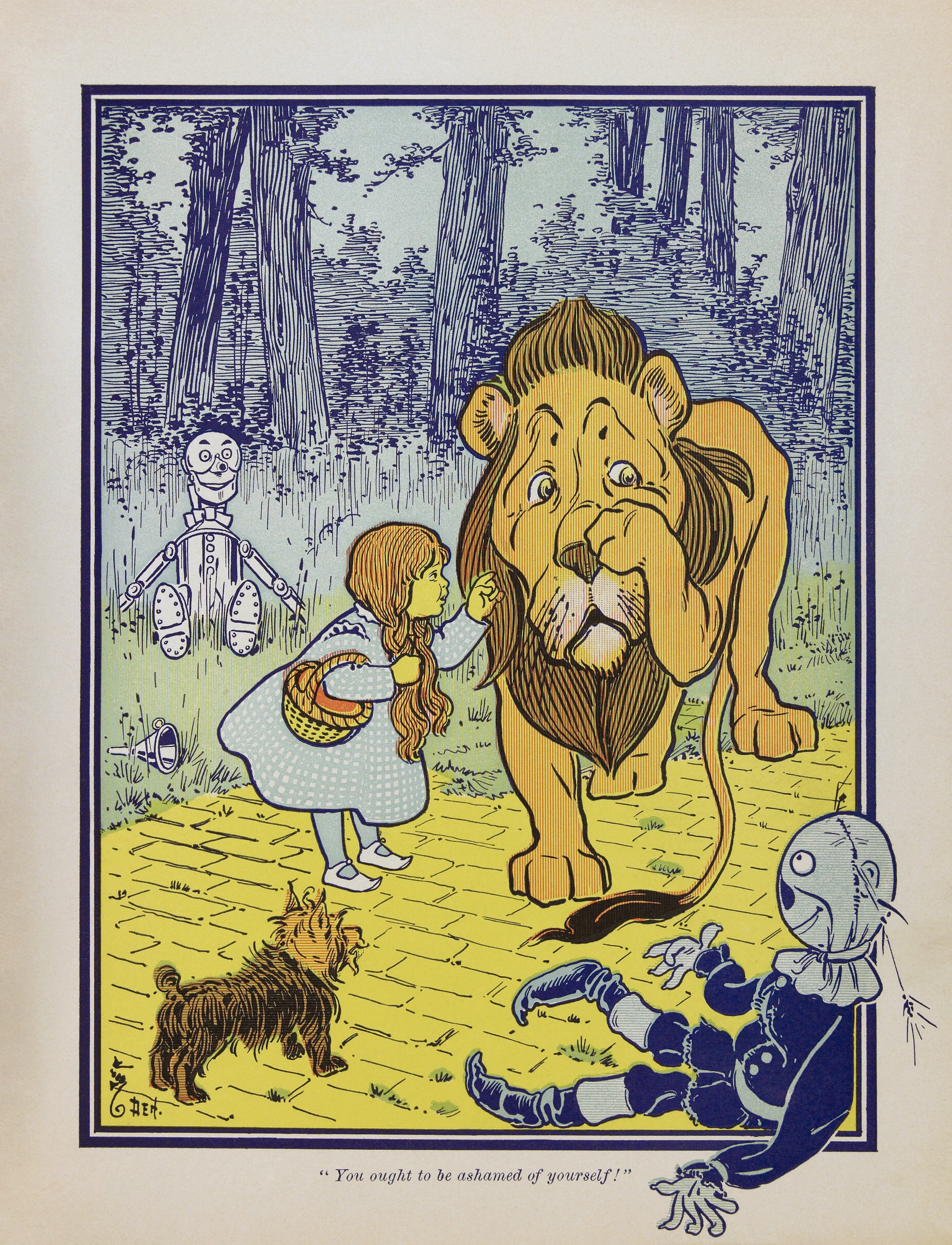
Dorota spotyka Tchórzliwego Lwa, ilustracja z pierwszego wydania Czarnoksiężnika... Według niektórych interpretacji, pod postacią Lwa Baum przedstawił Williama Jenningsa Bryana

W 1964 roku na łamach „American Quarterly” ukazał się artykuł historyka Henry’ego M. Littlefielda The Wizard of Oz: Parable on Populism. Littlefield stwierdził, że Czarnoksiężnik z Krainy Oz jest nie tylko książką dla dzieci, ale i alegorią, opisującą ówczesne problemy polityczno-gospodarcze Stanów Zjednoczonych, a przede wszystkim konflikt wokół kwestii oparcia waluty USA wyłącznie na złocie bądź na złocie i srebrze, będącej głównym tematem dwóch kampanii prezydenckich: w 1896 i 1900 roku, w których o urząd prezydenta walczyli William McKinley i William Bryan. Sam Baum miał być przy tym zwolennikiem popierającego bimetalizm populisty Williama Jenningsa Bryana. Zdaniem Littlefielda na taką interpretację wskazywało wiele obecnych w utworze motywów. Droga brukowana żółtą kostką nie doprowadziła Doroty do celu, pomocne okazały się za to Srebrne Trzewiczki. Poszczególne postaci miały symbolizować różne grupy społeczne: Zła Czarownica ze Wschodu to wyzyskujący robotników kapitaliści ze Wschodniego Wybrzeża, Strach na Wróble – amerykańscy farmerzy, Blaszany Drwal zaś – robotnicy. Tchórzliwy Lew, w rzeczywistości silny i odważny, miał być samym Bryanem. Szmaragdowy Gród miał symbolizować Waszyngton, a rządzący nim Czarnoksiężnik – poprzedniego prezydenta Grovera Clevelanda. Skrzydlate Małpy, zmuszone do służby na rzecz posiadacza Złotej Czapki, miały być nawiązaniem do Indian, których byt zniszczyło odkrycie na ich terenach złóż złota.
Pogląd o Czarnoksiężniku... jako powieści z kluczem wsparli i rozwinęli inni naukowcy. Według Richarda Jensena Toto miał wziąć imię od słowa teetotaling, oznaczającego zwolennika prohibicji (ruch ten wspierał Bryana), samo słowo Oz miało zaś nawiązywać do politycznego sloganu Bryana 16:1 (16 uncji srebra za jedną złota). Z kolei ekonomista Hugh Rockoff w opublikowanym w 1990 roku w „Journal of Political Economy” artykule The 'Wizard of Oz' as a Monetary Allegory przedstawił nieco odmienną interpretację; według niego Złą Czarownicą ze Wschodu miał być Cleveland, Złą Czarownicą z Zachodu – McKinley, a Czarnoksiężnikiem Ozem, mamiącym poddanych sztuczkami – Mark Hanna, energiczny menedżer kampanii prezydenckiej McKinleya.
Teza o Czarnoksiężniku... jako alegorii sytuacji gospodarczo-politycznej Stanów Zjednoczonych w końcu XIX wieku stała się w latach 80. XX wieku dominującym w nauce poglądem. Także w polskich publikacjach z zakresu historii ekonomii Czarnoksiężnik... był określany jako powieść z kluczem.
We wszystkich tych poglądach przyjmowano założenie, że Baum był zwolennikiem demokratów i kandydatury Bryana. Oparte było ono m.in. na fakcie wydawania przez pisarza lokalnej gazety „Aberdeen Saturday Pionieer”, propagującej liberalne poglądy społeczne. Jednak Michael Hearn, biograf Bauma i wydawca krytycznego wydania Czarnoksiężnika..., wykazał, że poglądy polityczne Bauma były zupełnie odmienne – Hearn odnalazł np. opublikowany na łamach „Evening Post” wiersz Bauma, będący jednoznacznym  poparciem McKinleya i jego programu. Wbrew teorii Littlefielda Baum nie był też orędownikiem praw Indian – przeciwnie, publikował artykuły wyrażające poparcie dla masakry Siuksów nad Wounded Knee. Ustalenia Hearna stały się szeroko znane dopiero w latach 90. XX wieku.

## Ekranizacje i adaptacje

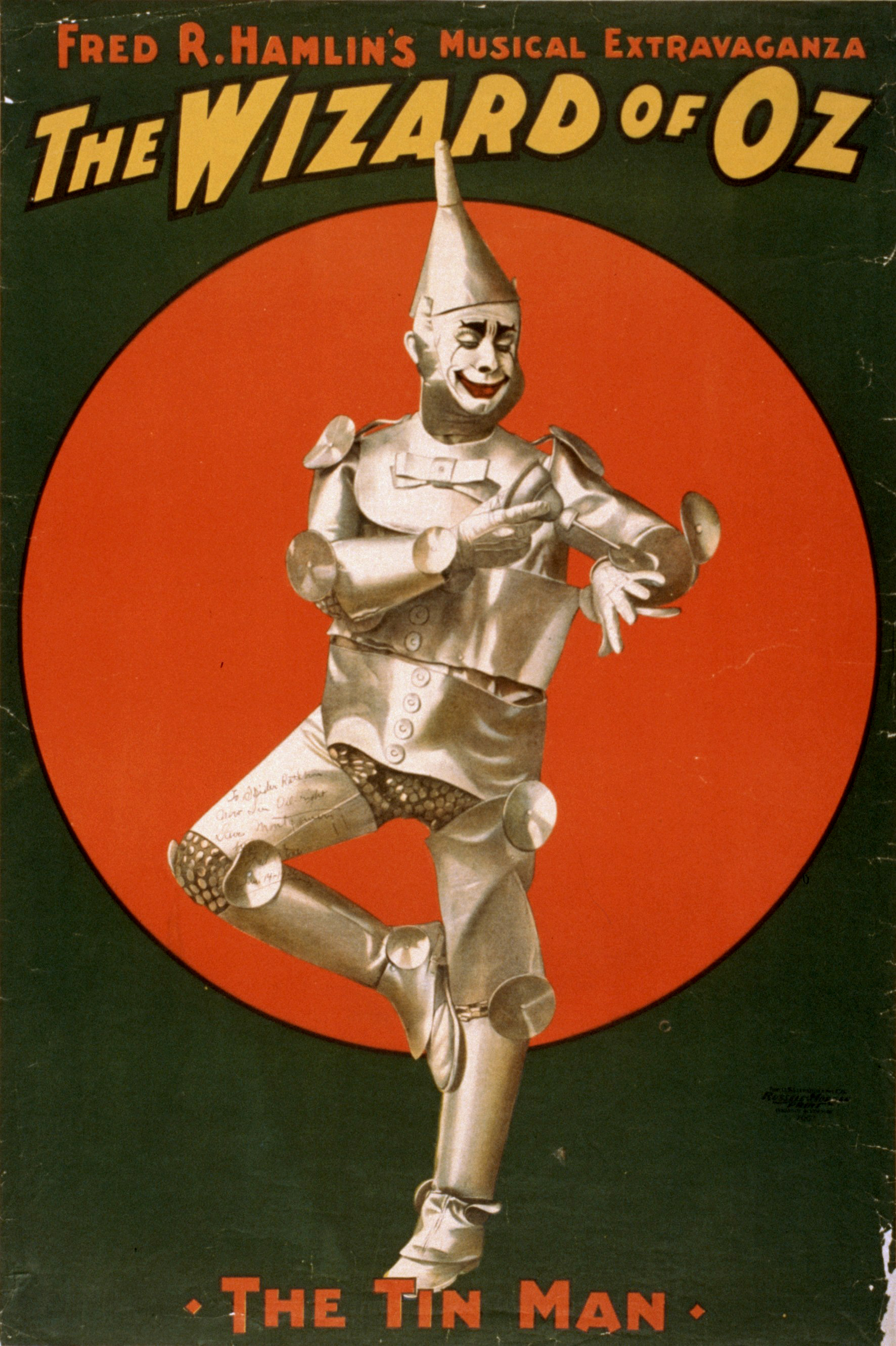
Plakat musicalu z 1902 roku

Czarnoksiężnik z Krainy Oz był wielokrotnie ekranizowany i wystawiany na scenie. Pierwsza adaptacja sceniczna miała miejsce już w 1902 roku. Był to wystawiany wpierw w Chicago, a później na Broadwayu musical The Wizard of Oz, będący dość swobodną adaptacją książki. Pierwszymi ekranizacjami Czarnoksiężnika... były krótkie filmy, których producentem był sam Baum. Pierwszym filmem pełnometrażowym nakręconym na podstawie powieści był niemy film Czarodziej z Oz (Wizard of Oz) z 1925 roku. W roli Blaszanego Drwala wystąpił Oliver Hardy.
Najpopularniejszą ekranizacją powieści jest musical Czarnoksiężnik z Oz (The Wizard of Oz) w reżyserii Victora Fleminga z 1939 roku, z Judy Garland w roli Doroty. Jego nieoficjalnym sequelem (nakręconym bez zgody wytwórni MGM) jest disneyowska produkcja Powrót do Krainy Oz z 1985 roku.
Inną długometrażową produkcją jest Czarnoksiężnik z krainy Oz (The Wiz) z 1978 roku w reżyserii Sidneya Lumeta, z Dianą Ross w roli Doroty i Michaelem Jacksonem jako Strachem na Wróble. Do Czarnoksiężnika... nawiązują też m.in. Muppety w krainie Oz (The Muppets' Wizard of Oz, 2005).
W latach 1986–1987 emitowano japońsko-kanadyjski serial animowany pt. Czarnoksiężnik z Krainy Oz.
W 1990 roku pojawił się trzynastoodcinkowy amerykański serial animowany pt. Czarnoksiężnik z Oz.
W 1995 roku powstał japoński serial animowany pt. Skarbczyk najpiękniejszych bajek, który zawierał zestaw najpopularniejszych bajek dla dzieci, wśród nich znalazł się także Czarnoksiężnik z Krainy Oz (odcinek 21).
Motyw wykorzystano też w drugiej połowie trzeciego sezonu „Dawno, dawno temu”, w 2014 roku, gdzie Zelena, Zła Czarownica z Zachodu została porzucona przez matkę i usiłowała temu zapobiec poprzez magię. Wykorzystano tam też inne postacie z książki: Glindy, Dorotki Gale czy Latające małpy.
Polską ekranizacją Czarnoksiężnika... jest serial animowany W krainie czarnoksiężnika Oza. Polską adaptację sceniczną z muzyką Mateusza Pospieszalskiego przygotował Jerzy Bielunas.

## Polskie wydania i tłumaczenia
Pierwsze polskie wydanie, zatytułowane Czarnoksiężnik ze Szmaragdowego Grodu, ukazało się w 1962 roku nakładem Naszej Księgarni. Przekładu dokonała Stefania Wortman, a książkę zilustrował Adam Kilian. Powieść była wielokrotnie wznawiana  w tym samym tłumaczeniu, następne wydania Naszej Księgarni ilustrował Zbigniew Rychlicki.